# Buffalo (Oklahoma)
Buffalo – miasto w Stanach Zjednoczonych, w stanie Oklahoma, w hrabstwie Harper.